# リーリオ
リーリオ（伊: Lirio）は、イタリア共和国ロンバルディア州パヴィーア県にある、人口約100人の基礎自治体（コムーネ）。

## 地理

### 位置・広がり

#### 隣接コムーネ
隣接するコムーネは以下の通り。
- モンタルト・パヴェーゼ
- モンテカルヴォ・ヴェルシッジャ
- ピエトラ・デ・ジョルジ
- サンタ・マリーア・デッラ・ヴェルサ

### 気候分類・地震分類
気候分類では、zona E, 2944 GGに分類される。
また、イタリアの地震リスク階級 (it) では、zona 3 (sismicità bassa) に分類される
。